# Peperomia longipetiolata
Peperomia longipetiolata är en pepparväxtart som beskrevs av Trel. & Yunck.. Peperomia longipetiolata ingår i släktet peperomior, och familjen pepparväxter. Inga underarter finns listade i Catalogue of Life.